# Comuna Miclești, Criuleni
Comuna Miclești este o comună din raionul Criuleni, Republica Moldova. Este formată din satele Miclești (sat-reședință) și Stețcani.
Comuna Miclești are o suprafață totală de 24,68 kilometri pătrați, fiind cuprinsă într-un perimetru de 25,18 km. Suprafața totală a localităților din cadrul comunei este de circa 1,35 kilometri pătrați.

## Demografie
Conform datelor recensământului din 2014, comuna are o populație de 2.205 locuitori. La recensământul din 2004 erau 2.358 de locuitori.
Conform datelor recensămîntului din anul 2004, populația la nivelul comunei Miclești este formată din 2358 de oameni, dintre care 49,41% - bărbați și 50,59% - femei. Compoziția etnică a populației comunei arată în felul următor: 99,58% - moldoveni, 0,25% - ucraineni, 0,13% - ruși, 0,04% - găgăuzi.
În comuna Miclești au fost înregistrate 674 de gospodării casnice în anul 2004, iar mărimea medie a unei gospodării era de 3.5 persoane.

## Administrație și politică
Componența Consiliului local Miclești (11 consilieri), ales la 5 noiembrie 2023, este următoarea:
|  | Partid                           | Consilieri | Componență | Componență | Componență | Componență | Componență | Componență | Componență | Componență | Componență | Componență | Componență |
|  | -------------------------------- | ---------- | ---------- | ---------- | ---------- | ---------- | ---------- | ---------- | ---------- | ---------- | ---------- | ---------- | ---------- |
|  | Partidul Acțiune și Solidaritate | 11         |            |            |            |            |            |            |            |            |            |            |            |